# Битва за Курну
Битва за Курну (англ. Battle of Qurna) — сражение во время Первой мировой войны на Месопотамском фронте, проходившее с 3 по 9 декабря 1914 года.
Захватив Басру, англичане захватили важный коммуникационный и промышленный центр. Османы отступили вверх по реке Тигр. Британцам нужно было закрепить свои позиции в Басре и нефтяные месторождения в Абадане.
После поражения при Басре османы решили занять оборонительную позицию у небольшого городка Курна на севере. Поскольку и Тигр, и Евфрат сливаются в Курне, это была идеальная позиция для обороны, поскольку британцам пришлось бы пересечь две реки. У турок было более 1000 человек под командованием полковника Субхи-бея, вали или губернатора Басры. У британцев было около 2100 человек под командованием генерал-майора Чарльза Ирвина Фрая.

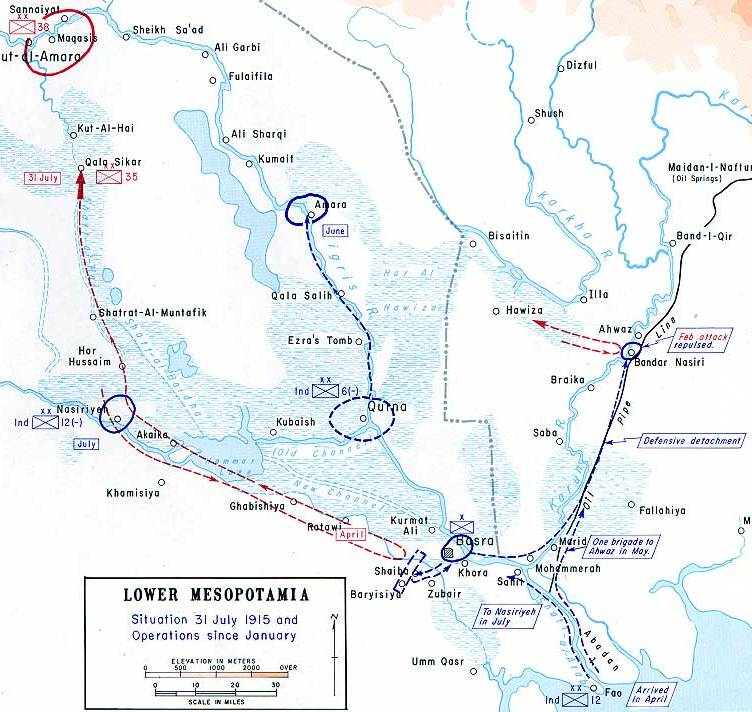
Британское наступление в Южной Месопотамии.

3 декабря турки окопались в Курне. Британские силы из двух индийских батальонов, а также двух рот британских солдат из Норфолкского полка в сопровождении нескольких канонерских лодок атаковали их. Корабли на Евфрате держали османов под огнем, в то время как британским солдатам удалось пересечь Тигр. Войска продвигались по открытой местности, но переправиться через реку в саму Курну не удалось. Британцы отступили. 
6 декабря, усиленные остальной частью Норфолкского полка, двумя пехотными полками, а также несколькими горными орудиями, британцы попытались снова атаковать. Османы отошли на позиции, которые они потеряли в предыдущем сражении, поэтому британским войскам пришлось снова занять эти позиции. Они снова отбросили османов, но не смогли перейти реку в Курне. 
8-го два пехотных полка были отправлены вверх по Тигру, чтобы найти место для переправы. Они так и сделали, и тем самым отрезали османам возможность отступления на север, в то время как канонерские лодки продолжали эффективный обстрел их позиций в городе. Ночью 8-го османы предложили сдать город с правом выхода, но Фрай настоял на безоговорочной капитуляции. 9 декабря османский командующий полковник Субхи-бей сдал свои войска. В плен попали 42 османских офицера и 989 солдат. Британско-индийские потери составили 27 солдат убитыми и 242 ранеными, а также два моряка убитыми и 10 ранеными. Победа при Курне дала британцам безопасную линию фронта в южной Месопотамии. Басра оказалась в безопасности, и нефтеперерабатывающие заводы в Абадане в Персии также.